# Serge Mouille
Serge Mouille est un artiste-orfèvre né le 24 décembre 1922 à Paris et mort le 	
25 décembre 1988 à Villiers-sur-Marne.

## Biographie
Originaire d’un quartier populaire de Paris, Serge Mouille entre à treize ans à l’École des Arts Appliqués de la rue Dupetit-Thouars. Il se spécialise dans le travail du métal et obtient un diplôme d’orfèvrerie. Après avoir travaillé quelques années dans l’atelier de Gabriel Lacroix, il s’installe à son compte en 1945, avec l’intention de créer de l’orfèvrerie de table.
Dès 1953, il commence ses recherches sur les formes en métal et la fabrication artisanale de luminaires, tout en assurant la direction de l’atelier d’orfèvrerie de l’École des arts appliqués, dont il est diplômé. En 1955, il est élu à la Société des artistes décorateurs (SAD).
L’année suivante, Steph Simon ouvre une galerie de design au 145 boulevard Saint-Germain. Sous l’influence de Charlotte Perriand et de Jean Prouvé, la galerie accueille les travaux de Serge Mouille, ainsi que ceux d’Isamu Noguchi et de Jean Luce. Ainsi s’amorce une diffusion discrète de ses luminaires. La société Sinma dirigée par Jacques et Jeanne Veyrat-Masson diffuse ses créations.   Des commandes spéciales lui sont passées : réfectoires et espaces verts de la Cité universitaire d’Antony, universités de Strasbourg et d’Aix-Marseille, Centre d'essais en vol de Brétigny-sur-Orge, luminaires du paquebot transatlantique « France ».
Atteint depuis longtemps de tuberculose, Serge Mouille est forcé de suspendre ses activités de designer en 1959 et de suivre une cure en montagne.
En 1961, grâce à la Société de création des modèles (SCM), il peut exposer, au Salon des arts ménagers, une nouvelle collection de luminaires combinant fluorescence et incandescence. Sa production s’arrête définitivement en 1964.
En 1983, Serge Mouille rencontre Alan Grizot, pionnier des Arts décoratifs français des années 1950, qui le révèle en devenant son marchand. Alan Grizot organise dans la foulée sa première exposition à paris suivie d’une exposition en 1985 à New York « Serge Mouille / Jean Prouvé deux maîtres du métal, » avec Antony Delorenzo.
Serge Mouille reste surtout célèbre pour ses luminaires aux formes dépouillées, au métal uniformément peint en noir. Ses réflecteurs muraux, articulés sur des bras pivotants de portées diverses, illustrent l’espace d’une présence discrète mais hautement fonctionnelle.